# Andahuaylillas
Andahuaylillas es una localidad peruana capital del distrito homónimo ubicado en la provincia de Quispicanchi en el departamento del Cuzco. Se encuentra a una altitud de 3121 m s.n.m. y tenía una población de 1742 hab. en 1993.
En el 2024 se registraron varios sismos que ocasionaron daños a la iglesia, la comisaria y las viviendas.

## Clima
| Parámetros climáticos promedio de Andahuaylillas | Parámetros climáticos promedio de Andahuaylillas | Parámetros climáticos promedio de Andahuaylillas | Parámetros climáticos promedio de Andahuaylillas | Parámetros climáticos promedio de Andahuaylillas | Parámetros climáticos promedio de Andahuaylillas | Parámetros climáticos promedio de Andahuaylillas | Parámetros climáticos promedio de Andahuaylillas | Parámetros climáticos promedio de Andahuaylillas | Parámetros climáticos promedio de Andahuaylillas | Parámetros climáticos promedio de Andahuaylillas | Parámetros climáticos promedio de Andahuaylillas | Parámetros climáticos promedio de Andahuaylillas | Parámetros climáticos promedio de Andahuaylillas |
| Mes                                              | Ene.                                             | Feb.                                             | Mar.                                             | Abr.                                             | May.                                             | Jun.                                             | Jul.                                             | Ago.                                             | Sep.                                             | Oct.                                             | Nov.                                             | Dic.                                             | Anual                                            |
| ------------------------------------------------ | ------------------------------------------------ | ------------------------------------------------ | ------------------------------------------------ | ------------------------------------------------ | ------------------------------------------------ | ------------------------------------------------ | ------------------------------------------------ | ------------------------------------------------ | ------------------------------------------------ | ------------------------------------------------ | ------------------------------------------------ | ------------------------------------------------ | ------------------------------------------------ |
| Temp. media (°C)                                 | 13.3                                             | 13.2                                             | 13.3                                             | 12.7                                             | 11.4                                             | 10.1                                             | 9.9                                              | 11                                               | 12.4                                             | 13.4                                             | 13.6                                             | 13.3                                             | 12.3                                             |
| Fuente: climate-data.org                         |                                                  |                                                  |                                                  |                                                  |                                                  |                                                  |                                                  |                                                  |                                                  |                                                  |                                                  |                                                  |                                                  |